# Batalha de Xirimni
A Batalha de Xirimni, conhecida também como Batalha do Palacásio, foi travada entre as forças do Império Bizantino sob o imperador Basílio II Bulgaróctono (r. 976–1025) e as do Reino da Geórgia sob o rei Jorge I (r. 1014–1027) perto da vila de Xirimni, no lago Palacásio (moderno Chelder, Turquia, à época sob controle georgiano) em 11 de setembro de 1021.

## Contexto
A batalha foi precedida de uma disputa que já durava duas décadas sobre a sucessão dos curopalatas georgianos e incluía diversos territórios fronteiriços bizantinos, georgianos e armênios na Ásia Menor. Uma guerra finalmente irrompeu quando o rei georgiano Jorge I (r. 1014–1027) tomou as regiões em disputa à força em 1014. Como retaliação, o imperador bizantino Basílio II Bulgaróctono (r. 976–1025) liderou, em 1021, uma grande invasão e obrigou os georgianos a recuarem para o interior de seu próprio reino. 

## Batalha
Os dois exércitos estavam sendo liderados por seus respectivos monarcas. O exército de Basílio incluía ainda a Guarda Varegue ao passo que o de Jorge estava reforçado por auxiliares armênios. Os georgianos chegaram perto de vencer a batalha, mas poderosos contra-ataques liderados por Basílio se mostraram decisivos. Dois importantes generais georgianos, Rati Baguaxi e Cursi foram mortos no combate. Depois desta custosa vitória, o imperador saqueou toda a região e retornou para seus próprios domínios para invernar em Trebizonda.